# Justinien Clary
Pour les articles homonymes, voir Bretonneau et Clary.
Justinien Clary (Charles Xavier Bretonneau-Clary) dit le comte Clary, né le 20 avril 1860 à Paris où il meurt le 13 juin 1933, est un champion de tir français connu également pour avoir présidé le Comité olympique français de 1913 à 1933 et le comité d'organisation des Jeux olympiques de Paris en 1924.

## Biographie
Justinien Clary nait à Paris le 20 avril 1860, officiellement, selon l'état civil, de Pierre-Fidèle Bretonneau (alors âgé de 82 ans) et de Sophie Moreau, la nièce de Jacques Joseph Moreau de Tours. En 1862, à la suite du décès de son père officiel, sa mère, qui vit entre Paris et Saint-Cyr-sur-Loire, épouse le 29 janvier 1883, à Paris (16e arrt) le père biologique de Justinien, le comte Justinien Nicolas Clary, qui officialise sa paternité en adoptant Justinien. Celui-ci effectue des études classiques puis juridiques à Paris. Reçu docteur en droit il devient avocat à la cour d'appel mais néglige parfois le barreau pour la pratique du tir qu'il encourage à partir de 1878 en subventionnant lui-même la plupart des sociétés de tirs françaises. Il fonde et préside la société Le Pistolet devenue école de tir puis la société Le Fusil de chasse en 1897. Il meurt à Paris le 13 juin 1933

### Le tir et la chasse

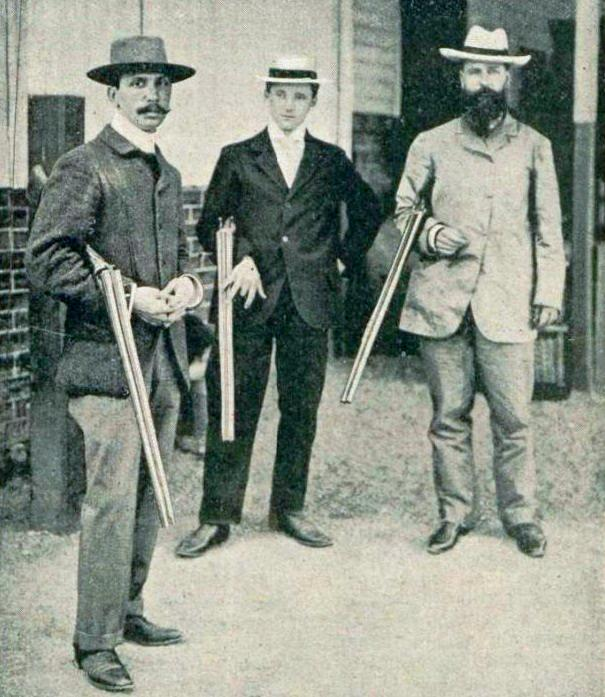
Les médaillés en fosse olympique aux JO de 1900 : Roger de Barbarin, René Guyot et Justinien Clary.

Considéré alors comme le premier fusil de France , il participe aux épreuves de tir des Jeux olympiques de 1900 à Paris où il est médaillé de bronze. Le comte Clary est ensuite élu à la présidence du Saint-Hubert Club de France (SHCF) dès la première assemblée générale en 1903, fonction qu'il occupe jusqu'à son décès. Sous son impulsion cette société, créée en 1902 pour moraliser la chasse et lutter contre le braconnage, est reconnue d’utilité publique par décret dès le 10 avril 1904. En 1906, la création de la Mutuelle du Saint-Hubert permet aux garde-chasse particuliers, exerçant depuis plus de vingt ans, de cotiser pour leur retraite. En 1907, la création d’une brigade d’agents dite brigade de chasse mise à la disposition du SHCF par le Ministère de l’Intérieur permet de consolider leur action. En 1910 le Sénat rend hommage au SHCF pour son action contre le braconnage et l'année suivante, l’Académie des sports lui décerne sa grande médaille d’or pour services rendus au « sport de la chasse ».
Sous son impulsion, l'Union internationale de chasse (UIC) est créée à Lausanne (Suisse) le 4 juin 1921. Son siège social est alors fixé en France au 21 rue de Clichy à Paris où elle demeure jusqu'en 1973. Les membres fondateurs en sont : l'Afrique du Sud, l'Angleterre, la Belgique, le Danemark, les États-Unis d'Amérique, la France, la Norvège, les Pays-Bas, la Roumanie et la Suède. Justinien Clary en assure la présidence jusqu’à son décès en 1933.
Justinien Clary contribue à l’ouvrage collectif La chasse moderne. Encyclopédie du chasseur publié chez Larousse en 1912 dont il rédige la préface. Il rédige également celles de tous les ouvrages cynégétiques importants de l’époque :
- Pierre Lenglé, La chasse pour tous, guide du petit chasseur, Paris, Nilsson, (1909) ;
- Georges Benoist, Nos chiens d'arrêt, étude canine et cynégétique, par le dresseur G. Benoist, Paris, O. Charpentier et P. Segaud, 1911 ;
- Maurice de La Fuye et Gabriel de Dumast, La chasse au grand-duc en France, Paris, L. Laveur, 1911 ;
- Robert Villatte des Prûgnes, Les chasses en plaine, Moulins, Crépin-Leblond, 1931.

### L'Olympisme

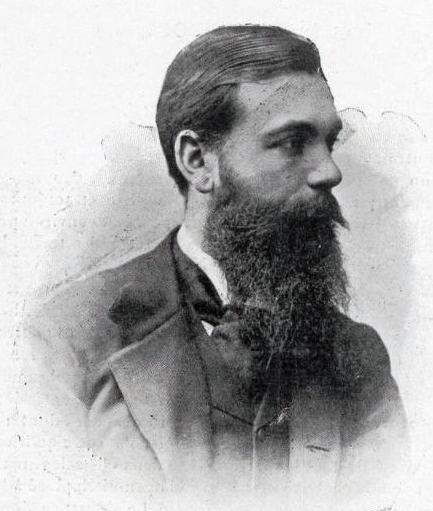
Le comte Justinien Clary en 1901.

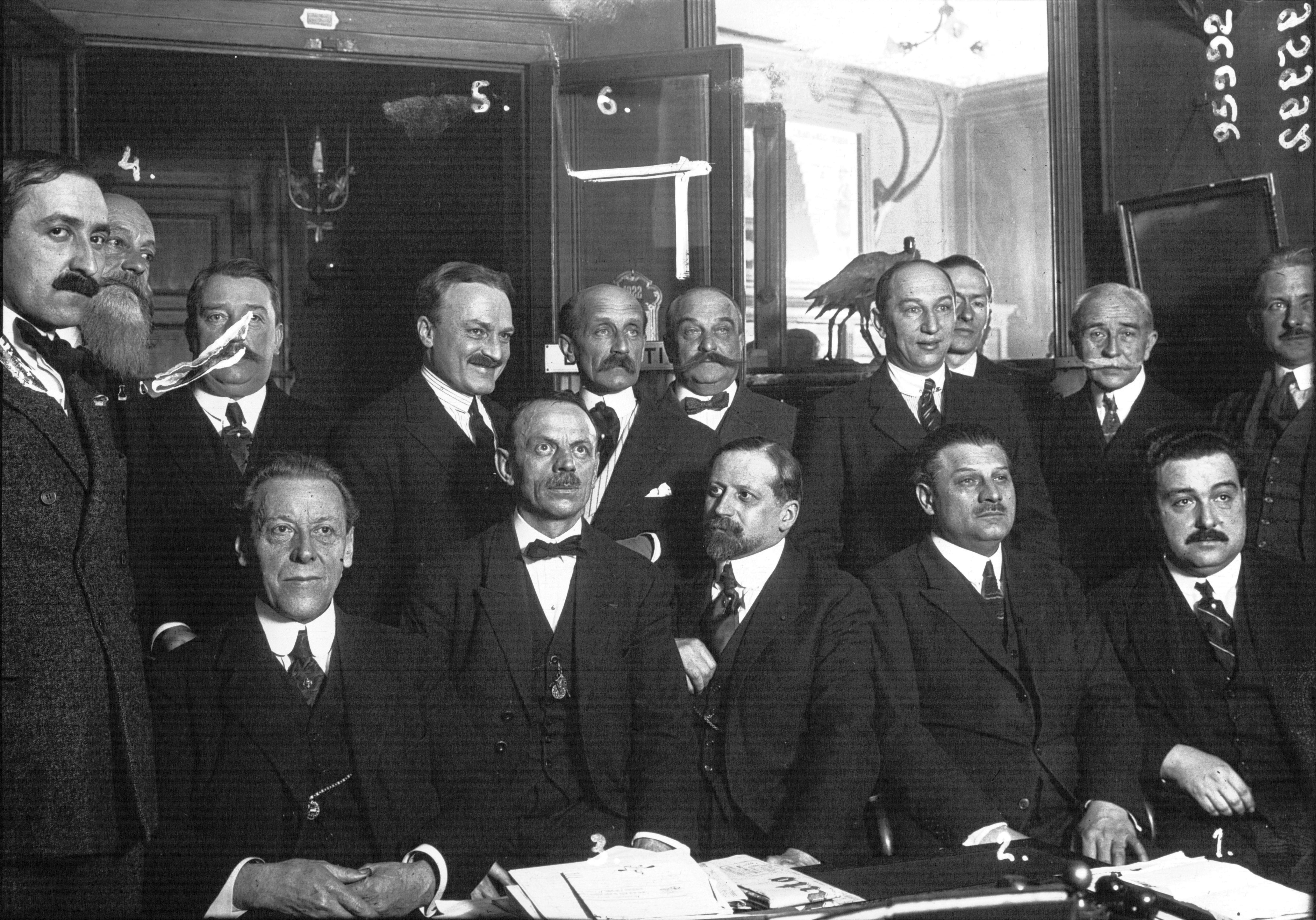
Le COF en 1922. Clary est le second debout en partant de la gauche.

Justinien Clary préside le Comité olympique français (COF) de 1913 à 1933, cumulant avec la présidence du Comité national des sports (CNS) jusqu'en 1925. Le premier organisme a déjà connu deux présidents depuis le départ de Pierre de Coubertin deux ans plus tôt : Duvignau de Lanneau (1911-1912) et Albert Glandaz (1912-1913). Justinien Clary lui donne donc toute sa stabilité.
Au sortir de la Grande Guerre, sa présidence est marquée par la candidature des Jeux de Paris que le baron Pierre de Coubertin souhaite organiser en France avant de céder la présidence du Comité international olympique (CIO). Malgré le peu d'enthousiasme du-dit comité, Coubertin emporte la décision avec l'appui des deux membres français du CIO, Justinien Clary et le comte de Polignac, lors du congrès de Lausanne en juin 1921. Lors de ce congrès, Clary présente aussi au CIO un projet de Jeux olympiques d'hiver. Il est entendu et les premiers Jeux d'hiver sont organisés à Chamonix la même année que ceux de Paris.
Dès 1922, un comité d'organisation est constitué sous la présidence de Clary par le COF. L'État octroie vingt millions de francs pour financer l'opération et la mairie de Paris fournit les terrains et une subvention de dix millions de francs. Les obstacles se révèlent néanmoins nombreux. Mais le stade de Colombes est finalement retenu grâce au financement du Racing Club de France qui obtient en contrepartie 50 % des recettes. La ville de Colombes accueille le premier village olympique. Le 5 juillet 1924, la cérémonie d'ouverture est présidée par Gaston Doumergue, président de la République française, le baron Pierre de Coubertin, encore président du CIO et se termine par le discours du comte Clary, président du comité d'organisation.

### Autres fonctions et reconnaissances
Justinien Clary est également le premier président de l'Académie des sports, qu'il fonde en 1905, et membre du Comité International Olympique .
De 1913 à 1925, il cumule la présidence du CNS, attaché au COF pendant cette période.
Nommé chevalier de la Légion d'honneur le 1er juillet 1905, il en est promu commandeur le 19 février 1921 puis grand officier le 1er août 1929 au titre de président du COF.
Son engagement dans le domaine de la chasse lui vaut également la distinction de commandeur du Mérite agricole et sa présence sur la scène internationale de nombreuses distinctions étrangères dont :
- Grand officier de l'ordre de l'Aigle blanc (Serbie) ;
- Grand officier de l'ordre royal de Takovo (Serbie) ;
- Officier de l'ordre de Vasa (Suède)[N 2] ;
- Officier de l'ordre d'Isabelle la Catholique (Espagne).

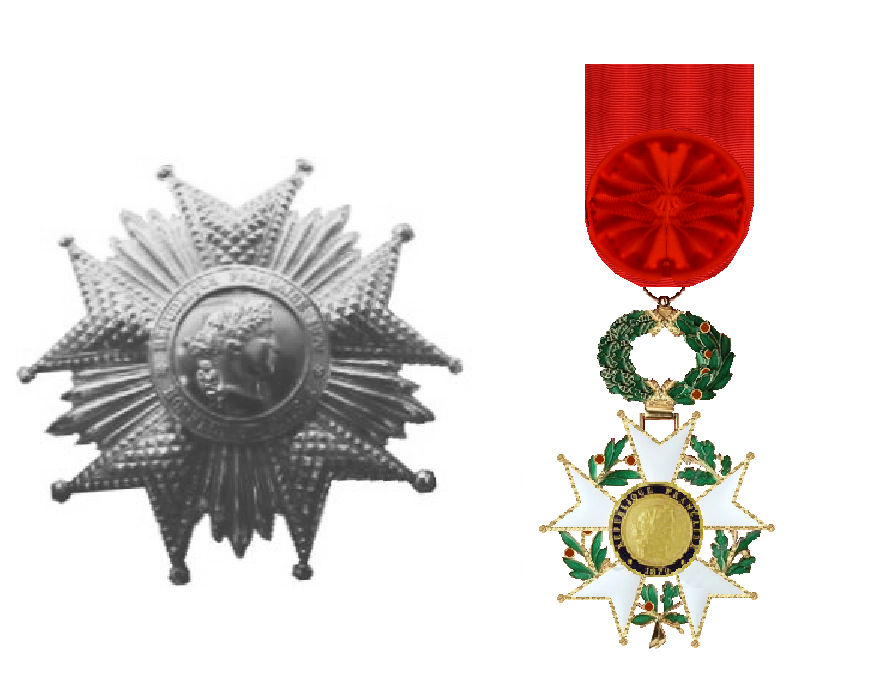
médaille et plaque de grand officier de la Légion d’honneur
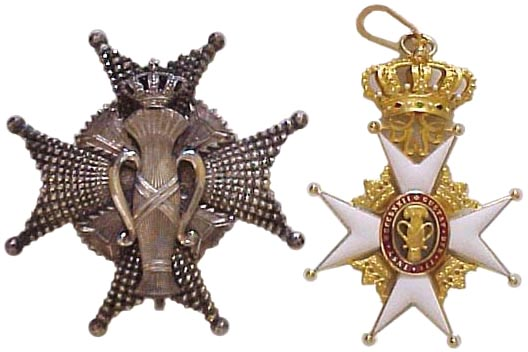
ordre de Vasa
ordre d’Isabelle la Catholique

### Mariage et descendance
Justinien Bretonneau-Clary épouse en 1885 Marie-Antoinette Hutteau d'Origny (1864-1938), dont il a trois filles :
- Nicole Bretonneau-Clary (1887-1962), mariée avec René Guyard de Chalembert, dont postérité ;
- Ninette Bretonneau-Clary (1888-1977), mariée en 1909 avec Georges de La Tour du Pin Verclause (1885-1954), dont postérité ;
- Antoinette Bretonneau-Clary (Bagnères de Bigorre 26 août 1894 - Paris 7e 6 décembre 1934), mariée en 1913 avec Paul Aymé de La Chevrelière, puis en 1923 avec Georges Scapini. (1893-1976). Sans postérité.